# Chosco de Tineo

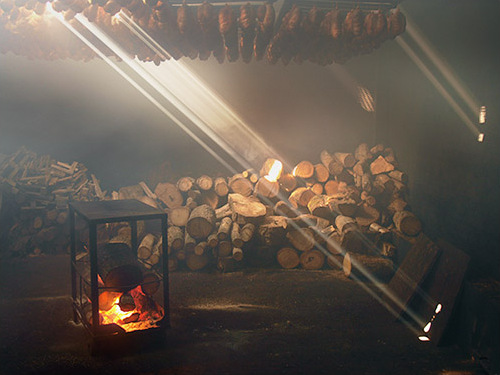
Ahumado de Chosco de Tineo

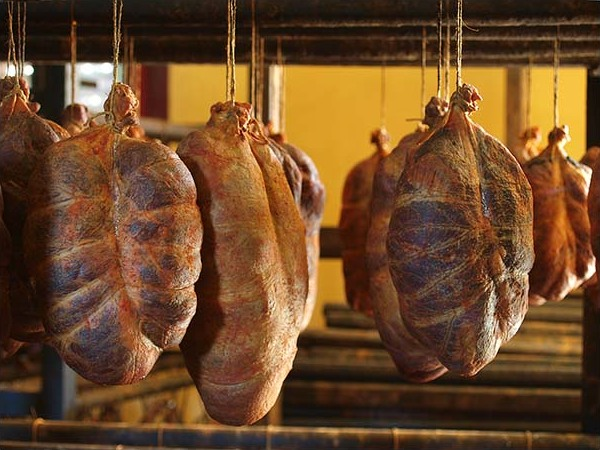
Curado de chosco

El Chosco de Tineo es una indicación geográfica protegida española. Se trata de un embutido crudo-curado y ahumado en ciego de cerdo típico de la cocina asturiana. Generalmente es elaborado en la época de la matanza del cerdo. Los ingredientes que se usan en su elaboración son 80% como mínimo de testera de espaldas y 15% mínimo de lengua, sal, pimentón y ajo. La tripa que sirve como cobertura del chosco es el ciego del cerdo, de ahí su forma redondeada e irregular. Una vez que se embute la parte de la tripa del ciego del cerdo, se cura mediante ahumado, lo que sirve para su conservación.
El color característico es el enrojecido, más o menos intenso según la carne utilizada y la concentración del pimentón. Su sabor es agridulce con un suave sabor a ahumado. Se consume en lonchas, en crudo, aunque también puede prepararse cocido. Para lograr el aroma característico del chosco el proceso de ahumado debe durar como mínimo siete días. 
Además, el chosco de Tineo es el noveno producto alimentario asturiano en contar con una marca de calidad y es uno de los embutidos  más típicos del occidente de Asturias, participando como ingrediente en algunos platos tradicionales como es el chosco con patatas.
También hay chosco tradicionalmente en Ibias o Cangas del Narcea. A diferencia del de Tineo, el de Cangas no lleva lengua y tiene menos pimentón.
Hay una variante denominada choscu que se rellena con el mismo contenido, pero se suele cocer (escaldar) para ser servido posteriormente como un fiambre. Puede servirse cortado en lonchas, o participando como ingrediente en algunos platos tradicionales como es el chosco con cachelos.

## Concejos Productores
Aparte de Tineo forman parte de la Indicación Geográfica Protegida los concejos de:
- Allande
- Miranda
- Cangas del Narcea
- Salas.
- Somiedo
- Valdés
- Villayón

## Ingredientes
Los porcentajes son: cabecera de lomo (mínimo de 60 por 100 y máximo de 80 por 100), lengua (mínimo de 15 por 100 y máximo de 30 por 100). A estos ingredientes se añade sal, pimentón y ajo.
- Lengua: Es el principal órgano muscular de la cavidad bucal, situado en el suelo de la misma y que adopta la forma de una pirámide triangular, cuya base corresponde a la raíz de la lengua que se continúa con el cuerpo, del cual arranca el extremo apical (muy móvil) que termina en el vértice del órgano.

- Cabecera de lomo: También llamado lomo alto. Está constituido por los músculos espinoso del tórax y la nuca, semiespinoso y dorsal largo (ileoespinal).

- Ciego: Víscera que forma parte del intestino grueso, situada entre el íleon y el colon, que se proyecta oblicuamente por el flanco izquierdo del abdomen, apuntando hacia la región umbilical. Va provisto de tres bandas siendo la lateral y la medial libres, recibiendo la ventral la inserción del pliegue ileocecal.

- Pimentón: Producto obtenido de la molienda de los frutos maduros, sanos, limpios y secos del pimiento y exentos de materias extrañas.

- Sal: Es el producto constituido por cloruro sódico en condiciones que lo hacen apto para usos alimenticios y se conoce con el nombre de "sal comestible" o simplemente "sal".

- Ajo: Bulbo de la planta de las liliáceas, de olor y sabor fuertes.

## Elaboración
La elaboración consiste en la transformación en un producto cárnico de lengua y cabecera de lomo de cerdo embutido en ciego de cerdo.
Descripción del proceso de elaboración:
- Selección: Se seleccionan las piezas de cabecera de lomo, se eliminan aponeurosis y tendones, se pican en trozos gruesos, también se añaden lenguas de cerdo que se abren para el adobado.

- Adobado o mezcla y embutido: Las piezas cárnicas se mezclan con el resto de los ingredientes de forma manual en un recipiente de uso alimentario, manteniendo una temperatura ambiente inferior a 12 °C en el obrador. A continuación, se mantiene adobando en cámara frigorífica entre 3 °C y 5 °C durante 48 a 72 horas. De forma potestativa se completa la mezcla con un amasado en saladora (bombo de salado) cinco minutos. El embutido se realiza manual en tripa de ciego de cerdo.

- Ahumado y secado: Para el ahumado natural se emplea leña de frondosas (roble, abedul, haya, castaño) y excluyendo coníferas y eucaliptos. La duración será un mínimo de siete días.

El secado puede durar hasta cinco días a temperatura ambiente. 
- Cocción: Es opcional. Cuando se realice ha de ser de forma lenta, evitando la rotura de la tripa. Una vez iniciada la cocción se mantiene entre 40 y 50 minutos, con lo que el tiempo total oscila entre 1-2 horas a 80-100 °C.